# يوهان فريدريك ماير
يوهان فريدريك ماير (بالألمانية: Johann Friedrich Mayer)‏ هو عالم زراعة ألماني، ولد في 21 سبتمبر 1719 في باد مرغنتهايم في ألمانيا، وتوفي في 17 مارس 1798 في Kupferzell ‏ في ألمانيا.